# Siefen (Kürten)
Siefen ist ein Ortsteil in der Gemeinde Kürten im Rheinisch-Bergischen Kreis.

## Beschreibung
Siefen ist eine der Ortschaften, die sich zwischen Kürten und Sürth über die so genannte Bergerhöhe erstrecken. Der Hof grenzt im Westen und im Norden an den Golfplatz Kürten an. Im Osten grenzt er unmittelbar an das Naturschutzgebiet Sürthtal. Südlich liegt der Ringwall Burgring.
Das Wort Siefen steht für ein meist schmales, feuchtes und schluchtartiges Kerbtal im Mittelgebirge, wo ein Quellbach entsteht. Das ist in Siefen der Fall. Der Bauernhof steht auf einer kleinen Anhöhe oberhalb des Quellgebiets eines nicht näher benannten Zufluss des Burgheimer Bachs.

## Geschichte
Siefen bei Olpe wurde erstmals im 13. Jahrhundert als de Siphen urkundlich erwähnt.
Die Topographia Ducatus Montani des Erich Philipp Ploennies aus dem Jahre 1715, Blatt Amt Steinbach, belegt, dass der Ort bereits 1715 als Ort mit einem Hof bestand und als Siefen bezeichnet wurde. Aus der Charte des Herzogthums Berg 1789 von Carl Friedrich von Wiebeking geht hervor, dass Siefen zu dieser Zeit Teil der Honschaft Berg im Kirchspiel Kürten im Landgericht Kürten war. Er benennt den Ort als Siefen.
Unter der französischen Verwaltung zwischen 1806 und 1813 wurde das Amt Steinbach aufgelöst und Siefen wurde politisch der Mairie Olpe im Kanton Wipperfürth  im Arrondissement Elberfeld zugeordnet. 1816 wandelten die Preußen die Mairie zur Bürgermeisterei Olpe im Kreis Wipperfürth.
Siefen gehörte zu dieser Zeit zur Gemeinde Olpe.
Der Ort ist auf der Topographischen Aufnahme der Rheinlande von 1824 und auf der Preußischen Uraufnahme von 1840 als Siefen verzeichnet.
Ab der Preußischen Neuaufnahme von 1892 ist er auf Messtischblättern regelmäßig als Siefen verzeichnet.
1830 hatte der Ort sieben Einwohner.
Der 1845 laut der Uebersicht des Regierungs-Bezirks Cöln als Hof kategorisierte Ort besaß zu dieser Zeit zwei Wohnhäuser. Zu dieser Zeit lebten 18 Einwohner im Ort, davon sieben katholischen und elf evangelischen Bekenntnisses.
Die Gemeinde- und Gutbezirksstatistik der Rheinprovinz führt Siefen 1871 mit zwei Wohnhäusern und 15 Einwohnern auf.
Im Gemeindelexikon für die Provinz Rheinland von 1888 werden zwei Wohnhäuser mit 13 Einwohnern angegeben und der Ort mit bezeichnet.
1895 hatte der Ort zwei Wohnhäuser und 14 Einwohner.
1905 besaß der Ort zwei Wohnhäuser und zehn Einwohner und gehörte konfessionell zum katholischen Kirchspiel Olpe und zum evangelischen Kirchspiel Delling.
1927 wurden die Bürgermeisterei Olpe in das Amt Olpe überführt. In der Weimarer Republik wurden 1929 die Ämter Kürten mit den Gemeinden Kürten und Bechen und Olpe mit den Gemeinden Olpe und Wipperfeld zum Amt Kürten zusammengelegt. Der Kreis Wipperfürth ging am 1. Oktober 1932 in den Rheinisch-Bergischen Kreis mit Sitz in Bergisch Gladbach auf.
1975 entstand aufgrund des Köln-Gesetzes die heutige Gemeinde Kürten, zu der neben den Ämtern Kürten, Bechen und Olpe ein Teilgebiet der Stadt Bensberg mit Dürscheid und den umliegenden Gebieten kam.